# Nanogona polydesmoides

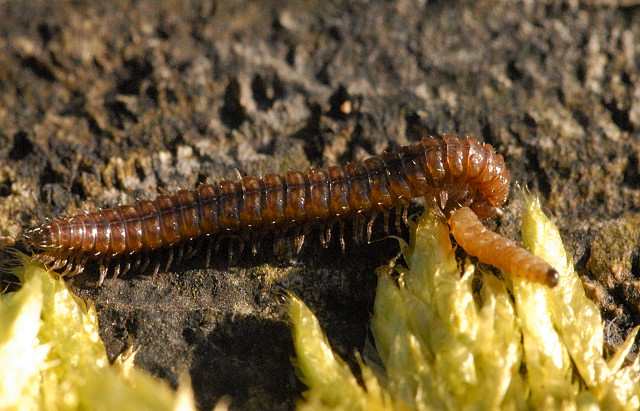
Ein Exemplar aus Belgien

Nanogona polydesmoides ist eine im nordwestlichen Europa verbreitet Art der zu den Doppelfüßern gehörenden Samenfüßer. Im Englischen ist sie als Eyed Flat-backed Millipede bekannt.

## Merkmale
Die Körperlänge beträgt 17–21 mm. Der gewölbte Körper besteht aus 30 Segmenten. Die Art besitzt auffällige Augen und stark pigmentierte Ocellen. Durch die Anzahl der Körpersegmente und die gut erkennbaren Augen lässt sich die Art gut von den ansonsten sehr ähnlichen Bandfüßern der Gattung Polydesmus, beispielsweise dem Rotbraunen Bandfüßer, unterscheiden. Die Paranota (Seitenflügel) der Rückenplatten sind rundlich, an der Rückseite jedes Paranotums befindet sich ein nach hinten gerichteter Dorn.

## Verbreitung und Lebensraum
Die Art ist vor allem im nordwestlichen Europa verbreitet. Die meisten Nachweise stammen von Großbritannien und Irland, wo die Art sehr weit verbreitet ist und auch auf Shetland und der Isle of Man gefunden wurde. Darüber hinaus lebt die Art in Frankreich, Belgien, den Niederlanden, den westlichen bis nordwestlichen Gebieten Deutschlands, Dänemark sowie dem Südwesten Norwegens und Schwedens. In Deutschland gibt es bislang nur Funde aus der Region Aachen und dem Ruhrgebiet. Die Unterart Nanogona polydesmoides italica lebt isoliert in Höhlen des alpinen Italiens.
Die Art ist typisch für Wälder und Feuchtwiesen, wo sie in der Laubstreu oder unter Totholz lebt. Sie wurde auch in Höhlen gefunden. In Deutschland ist sie bislang nur von Hecken und renaturierten Bergehalden bekannt und lebt hier vor allem synanthrop. Die Art bevorzugt kalkhaltige Böden.

## Lebensweise
Die Art kann ganzjährig gefunden werden, vor allem aber im Herbst und Winter.

## Taxonomie
Die Art wurde 1814 von William Elford Leach unter dem Namen Craspedosoma polydesmoides erstbeschrieben. Weitere Synonyme der Art lauten Polymicrodon polydesmoides (Leach, 1814), Atractosoma latzeli Verhoeff, 1891, Grypogona latzeli (Verhoeff, 1891), Nanogona latzeli (Verhoeff, 1891) und Polymicrodon italica Manfredi, 1931. Neben dem Nominotypischen Taxon wurden zwei Unterarten beschrieben: Nanogona polydesmoides italica Manfredi, 1931 und Nanogona polydesmoides legrandi (Demange, 1957).